# Thienei Szent Kajetán
Thienei Szent Kajetán (Vicenza, Velencei Köztársaság, 1480. október – Nápoly, 1547. augusztus 7.) – katolikus pap, rendalapító.

## Élete
Thienei Szent Kajetán 1480-ban született Itáliában, a Velencei Köztársaságbeli Vicenzában, egy grófi család gyermekeként. Jogász és katona apja korán meghalt, Kajetánt anyja, Portói Mária nevelte.
A Padovai Egyetemen tanult, mindkét jog doktorává vált. Rómában a pápai kancellárián iratszerkesztő lett. Belépett az Isteni Szeretet Testvérületébe, 1517-ben szentelték pappá. 1518-ban anyja betegsége miatt visszatért Vicenzába, megszervezte a Szt. Jeromos-konfraternitást. Anyja halála után Velencében telepedett le, ahol 1522-ben új kórházat nyitott, majd 1524. november 14-én három társával Rómában megalapította a theatinusok rendjét, amelynek főnökévé Caraffa  püspököt választották, akit később, 1555-ben IV. Pál néven választottak pápává. 1527-ben Sacco di Roma miatt menekülniük kellett, Velencében telepedtek le, majd 1533-ban Nápolyban rendházat nyitottak, melynek Kajetán lett a főnöke. Az 1540–1543 közötti időszak kivételével haláláig itt dolgozott. Ő telepítette le Nápolyban a domonkos apácákat is. 30 levele maradt ránk.